# La vie est facile, ne t'inquiète pas
La vie est facile, ne t'inquiète pas est le troisième roman d'Agnès Martin-Lugand, publié en 2015.
Il est la suite du premier ouvrage de l'écrivaine, Les gens heureux lisent et boivent du café, paru en 2013. Les deux romans ont été regroupés dans une édition collector parue le 16 mai 2024 aux éditions Pocket.

## Éditions internationales
Le livre est commercialisé à l'international sous le nom Don't Worry, Life Is Easy :
- Agnès Martin-Lugand, Don't Worry, Life Is Easy, États-Unis, Australie, Canada, Perseus Books.
- Agnès Martin-Lugand, Don't Worry, Life Is Easy, Serbie, Laguna.
- Agnès Martin-Lugand, Don't Worry, Life Is Easy, République Tchèque, Slovaquie, Motto.
- Agnès Martin-Lugand, Don't Worry, Life Is Easy, Allemagne, Blanvalet.
- Agnès Martin-Lugand, Don't Worry, Life Is Easy, Espagne, Alfaguara.
- Agnès Martin-Lugand, Don't Worry, Life Is Easy, Italie, Sperling & Kupfer.
- Agnès Martin-Lugand, Don't Worry, Life Is Easy, Grèce, Mati.
- Agnès Martin-Lugand, Don't Worry, Life Is Easy, Suède, Forum Bokforlaget.
- Agnès Martin-Lugand, Don't Worry, Life Is Easy, Finlande, Bazar Kustannus Oy.
- Agnès Martin-Lugand, Don't Worry, Life Is Easy, Russie, Corpus.
- Agnès Martin-Lugand, Don't Worry, Life Is Easy, Bulgarie, ERA.
- Agnès Martin-Lugand, Don't Worry, Life Is Easy, Lettonie, SIA J.L.V.
- Agnès Martin-Lugand, Don't Worry, Life Is Easy, Hongrie, Libri.
- Agnès Martin-Lugand, Don't Worry, Life Is Easy, Portugal, Penguin Random House.
- Agnès Martin-Lugand, Don't Worry, Life Is Easy, Roumanie, Editura trei.
- Agnès Martin-Lugand, Don't Worry, Life Is Easy, Ukraine, Stahoro Leva.
- Agnès Martin-Lugand, Don't Worry, Life Is Easy, Croatie, Egmont.
- Agnès Martin-Lugand, Don't Worry, Life Is Easy, Danemark, Politikens.